# Nancy Reno
Nancy Reno (Glen Ellyn, 24 de dezembro de 1965) é uma ex-jogadora de vôlei de praia estadunidense.

## Carreira
Ao lado de Holly McPeak disputou os Jogos Olímpicos de Verão de 1996, em Atlanta, Estados Unidos, e finalizaram na quinta posição.Em 1997 disputou formou dupla com Karolyn Kirby e conquistaram a medalha de bronze na primeira edição do Campeonato Mundial de Vôlei de Praia, em Los Angeles,Estados Unidos.